# Thismia alba
Thismia alba là một loài thực vật có hoa trong họ Burmanniaceae. Loài này được Holttum ex Jonker miêu tả khoa học đầu tiên năm 1948.